# غرفة تجارة بغداد
تأسست غرفة تجارة بغداد (بالإنجليزية: Baghdad Chamber of Commerce) بتأريخ 28 أيلول 1926 بموجب قانون غرف التجارة رقم 40 لسنة 1926 وافتتحت بتأريخ 29 أيلول ، وهي أول غرفة تجارة تتأسس في ظل الدولة العراقية الحديثة ومن بعدها توالى تأسيس الغرف التجارية الأخرى في بقية محافظات العراق.

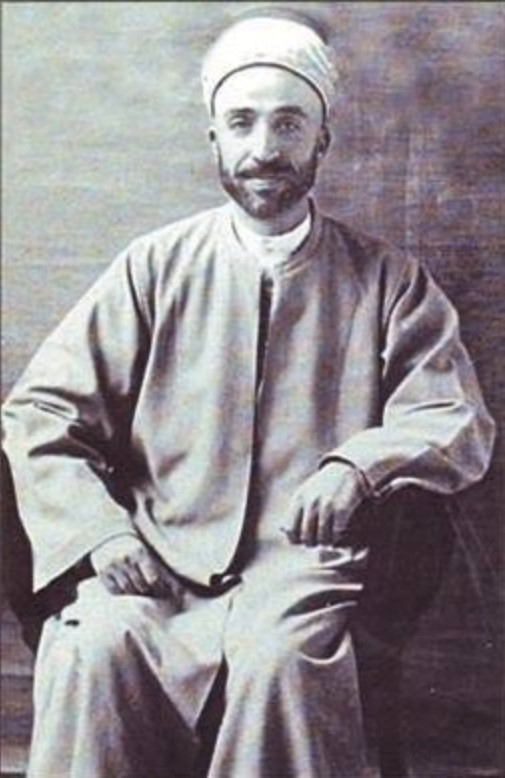
جعفر ابو التمن أول رئيس لغرفة تجارة بغداد

## نبذة تأريخية عن الغرفة
مرت الغرفة بأربعة مراحل هي:

#### المرحلة الأولى (1926 – 1973):
وتبدأ من تأسيسها عام  1926 حيثُ مارست أعمالها في ظل القانون رقم 40 لسنة 1926 وتعديلاته  وكانت تُعرّف على أنها مؤسسة عامة مؤلفة من التجار هدفها تمثيل مصالح التجارة وحمايتها ضمن منطقتها الجغرافية المحددة بلواء (محافظة) بغداد ومن أهم الوظائف التي اُنطيت بها بموجب قانون رقم 40 لسنة 1926 هي:
1. تجهيز دواوين الحكومة والمحاكم بالمشورات والمعلومات التي تطلبها منها عن التجارة والصناعة
2. تسجيل أسعار البضائع والأمتعة والتحاويل
3. إصدار الشهادات عن منشأ البضائع
4. الحكم في المنازعات التجارية لحسمها
5. تصديق درجة ثروة الكفلاء
6. بسط آرائها في الوسائل التي تؤدي الى تقدمها وتوسعها والسعي لإزالة العراقيل التي تعترض سبيلها.[3]

ثم عملت تحت ظل القانون رقم 100 لسنة 1966 بعد صدوره. وأيضًا تم تشريع القانون رقم 7 لسنة 1969 في هذه الفترة، وتميّزت هذه المرحلة بانفراد القطاع الخاص بتحمل مسؤولية إدارة الغرفة بصورة كاملة.

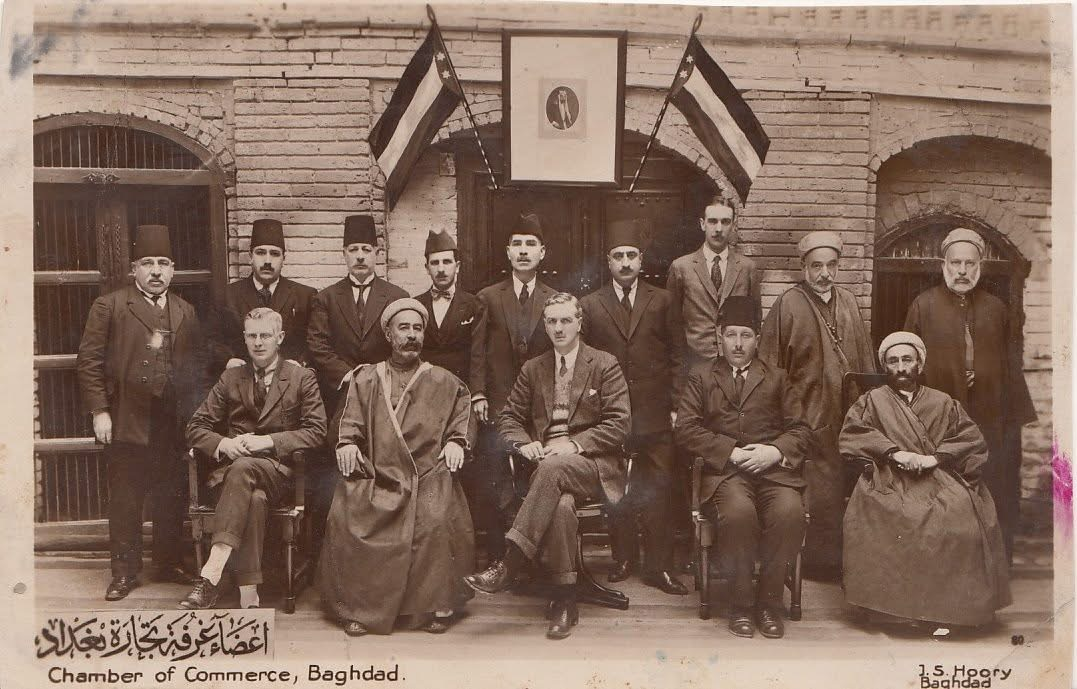
أعضاء غرفة تجارة بغداد بداية عام 1927

#### المرحلة الثانية (1973 – 1983):
وتبدأ من عام 1973 حتى عام 1983، وخلال هذه الفترة صدر القانون رقم 45 لسنة 1973 وبموجبه شارك القطاع العام (الاشتراكي) في مسؤولية إدارة الغرف التجارية في العراق جنبا إلى جنب مع القطاع الخاص.

#### المرحلة الثالثة (1983 – 1989):
كانت بداية عام 1985 مرحلة جديدة في تاريخ الغرف العراقية بعد أن تم دمجها مع اتحاد الصناعات العراقي بموجب القانون رقم 24 لسنة 1983.

#### المرحلة الرابعة (1989 – الآن):
بدأت هذه المرحلة في تاريخ الغرف التجارية العراقية بتشريع القانون رقم 43 لسنة 1989 ثم تعديلاته   حيث أصبحت الغرفة بموجب هذا القانون منظمة اقتصادية مهنية لرعاية شؤون النشاط التجاري الخاص وتقديم الخدمات والمعلومات للتاجر بالشكل الذي يعينه على ممارسة دوره في الأنشطة التجارية على أفضل وجه.

## روابط خارجية
- https://bcc.iq (الموقع الرسمي لغرفة تجارة بغداد)
- https://www.noor-book.com/كتاب-دليل-الجمهورية-العراقية-لسنة-1960-pdf
- http://www.baghdadchamber.com/index.php
- https://iraqdirections.com/غرفة-تجارة-بغداد-في-عهدها-الأول-في-العش/